# Eugongylus mentovarius
Eugongylus mentovarius là một loài thằn lằn trong họ Scincidae. Loài này được Boettger mô tả khoa học đầu tiên năm 1895.